# Eyprepocnemis rentzi
Eyprepocnemis rentzi is een rechtvleugelig insect uit de familie veldsprinkhanen (Acrididae). De wetenschappelijke naam van deze soort is voor het eerst geldig gepubliceerd in 1987 door Balderson & Yin.